# Look Back Goodies
『Look Back Goodies』（ルックバックグッディーズ）は1997年4月5日から毎週土曜 18:00 - 18:55にエフエム佐賀で放送している洋楽を中心としたラジオ番組。パーソナリティは江越哲也。

## 概要
- 佐賀県唐津市を拠点とする昭和自動車を中核にした昭和グループは、エフエム佐賀で1993年スタートにした『WEEKEND STREETS』、その後を受けた『JAZZ AROUND WORLD』と番組のスポンサーを続けており、本番組は3番目のグループ提供番組となる。当初は毎週土曜 19:00 - 19:55の放送であったが翌1998年1月に現在の放送時間に変更された。
- キャッチフレーズは「60年代から80年代のベストヒットをガンガン紹介する55分」。メインに紹介するのは洋楽だが邦楽もある程度フォローされている。エフエム佐賀では『19BOX 〜あの日の忘れもの〜』と並ぶ、楽曲紹介を中心とした番組。
  - 2022年4月に“プチリニューアル”し、「60年代から90年代のベストヒットをガンガン紹介する55分」と改めた。
- スポンサーは番組開始当初は昭和グループのトヨタ系ディーラー4社（佐賀トヨタ自動車・トヨタオート佐賀・トヨタビスタ佐賀・トヨタレンタリース佐賀）が務めていたが、ビスタ店がネッツ店[注釈 1]に吸収された後は同じく昭和グループ内の企業でOA機器販売・メンテナンスを行っている「ソアー」がスポンサーに加わった。
  - 更に2022年4月には、西九州トヨタ自動車[注釈 2]とネッツトヨタ佐賀の合併[注釈 3]による『佐賀トヨタ自動車』（2代）の発足に伴い、同じく昭和グループ内の企業で日本マクドナルドのフランチャイジーを務める「昭和フード」がスポンサーに加わった。
- エフエム佐賀では開局当初から放送していた佐賀市の広報番組『いけいけ佐賀市広報!!』が2011年4月にリニューアルを行い、番組名も変更となったため、現在放送中の番組では最長のものとなっている。2010年8月21日には放送700回を達成した[1]。

## コーナー
MOVIE HITS
2022年4月スタート。映画音楽を紹介する。
FLASH BACK COUNT DOWN
番組の目玉コーナー。60年代 - 80年代の中から1年をピックアップし、その年の全米No.1ヒット曲を中心に楽曲を紹介する。
PICK UP ARTIST
毎週1人（組）のアーティストをピックアップして紹介する。

## 特別番組
- 2012年7月21日に放送800回を達成し、番組初の特別番組として時間を2時間に拡大して放送した。また、この回からスポンサーに昭和グループの唐津シーサイドホテルが加わった。